# باشگاه فوتبال کوزباس کمروف
باشگاه فوتبال کوزباس کمروف (روسی: ФК «Кузбасс» Кемерово) یک باشگاه فوتبال در شهر کمروف روسیه بود. این باشگاه در لیگ حرفه‌ای فوتبال روسیه بازی می‌کرد. این باشگاه در سال ۱۹۴۶ تأسیس شد و در سال ۲۰۱۲ منحل شد.
باشگاه فوتبال کوزباس کمروف (Kuzbass Kemerovo) یک باشگاه فوتبال حرفه‌ای است که در شهر کمروف در روسیه قرار دارد. این باشگاه در لیگ‌های مختلف روسیه بازی کرده و طرفداران خود را در منطقه سیبری دارد. کمروف شهری صنعتی است و فوتبال یکی از ورزش‌های محبوب مردم این منطقه است. باشگاه کوزباس کمروف نیز با داشتن تاریخچه‌ای بلند و حضور در مسابقات مختلف، سهم مهمی در توسعه فوتبال در این منطقه داشته است.
باشگاه فوتبال کوزباس کمروف یک تیم فوتبال از شهر کمروف در روسیه است که در طول تاریخ خود در دسته‌های مختلف لیگ روسیه بازی کرده است. این تیم در دوره‌ای در لیگ دسته دوم (Vtoraya Liga) و لیگ دسته سوم (Vtoroy Divizion) روسیه بازی کرده است.
کوزباس کمروف در سال 2012 منحل شد، اما قبل از آن در دوره‌های مختلف در لیگ‌های مختلف روسیه حضور داشت. به عنوان مثال، در دهه 1980 و اوایل دهه 1990، تیم در لیگ دسته دوم روسیه (Pervaya Liga) بازی می‌کرد. در سال‌های بعد، تیم به لیگ‌های پایین‌تر منتقل شد و در نهایت در سال 2012 فعالیت خود را متوقف کرد【8†sourc (Transfer Talk) (National Football Teams)اطلاعات بیشتر می‌توانید به وبسایت‌های مربوط به تاریخچه تیم‌ها و لیگ‌های روسیه مراجعه کنید مانند Transfermarkt و National Football Teams.
باشگاه فوتبال کوزباس کمروف تاریخچه‌ای پیچیده دارد و در طول دهه‌ها تغییرات زیادی را تجربه کرده است. در ادامه به بررسی جزئیات بیشتری از تاریخچه و وضعیت این باشگاه می‌پردازیم.

### تاریخچه:
1. تأسیس و اوایل فعالیت:
  - باشگاه کوزباس کمروف در دهه 1960 تأسیس شد و به سرعت به یکی از تیم‌های مطرح در لیگ‌های مختلف شوروی سابق تبدیل شد. در سال 1967، تیم به لیگ دسته دوم شوروی (Klass A) راه یافت.
2. دوران طلایی:
  - در دهه‌های 1970 و 1980، کوزباس کمروف در لیگ‌های دسته اول و دوم شوروی بازی می‌کرد و عملکرد خوبی داشت. در این دوره، تیم توانست جایگاه خود را در میان تیم‌های مطرح شوروی حفظ کند و به موفقیت‌های مختلفی دست یابد【8†source】 (Transfer Talk) (National Football Teams)ه 1990 و افت:**
  - پس از فروپاشی شوروی، کوزباس کمروف همچنان به فعالیت خود ادامه داد، اما با مشکلات مالی و مدیریتی مواجه شد. تیم به لیگ‌های پایین‌تر منتقل شد و در سال‌های 1990 تا 2012 بیشتر در لیگ دسته دوم و سوم روسیه بازی می‌کرد.
3. انحلال:
  - در سال 2012، به دلیل مشکلات مالی شدید و عدم توانایی در جذب اسپانسرهای جدید، باشگاه کوزباس کمروف منحل شد. این اتفاق باعث شد تا تیم دیگر در مسابقات رسمی شرکت نکند و بازیکنان به تیم‌های دیگر منتقل شدند【9†source】.

## (National Football Teams)لی:
- پس از انحلال در سال 2012، هیچ اطلاعاتی مبنی بر بازگشت یا احیای باشگاه فوتبال کوزباس کمروف وجود ندارد. برخی از بازیکنان و کارکنان سابق باشگاه به تیم‌های دیگر پیوستند و فعالیت‌های خود را ادامه دادند.